# Heilerziehungspflege
Heilerziehungspfleger bzw. Heilerziehungspflegerinnen sind Fachkräfte für Teilhabe, Bildung und Pflege. Sie begleiten Menschen mit Unterstützungsbedarf bzw. Menschen in behindernden Lebenssituationen bei der Umsetzung von deren Lebensqualitätsvorstellungen. Konkrete Aspekte des Berufsfeldes sind die Assistenz, Begleitung, Beratung, Bildung und Pflege von Menschen mit körperlichen, seelischen und geistigen Behinderungen. Heilerziehungspfleger werden dabei in folgenden Handlungsfeldern tätig:
- Prozesse der Unterstützung und qualifizierten Assistenz
- Entwicklung, Bildung und Pflege
- Kommunikation und Beziehung
- Sozialraum und Netzwerke
- Team und Organisation[1]

Das Ziel des multiprofessionell ausgerichteten Berufsbildes ist eine ganzheitliche Verknüpfung der Felder Teilhabe, Bildung und Pflege. Heilerziehungspfleger gehen dabei personenzentriert (also immer auf die individuellen Vorstellungen des begleiteten Menschen), sozial- und teilhabeorientiert (also immer mit Blick auf das soziale Umfeld und die Ermöglichung von Teilhabe) vor und begleiten die Klienten wo notwendig bei der Bewältigung des Alltags. Der konkrete Aufgabenschwerpunkt variiert deshalb folgerichtig abhängig von den persönlichen Notwendigkeiten der jeweils begleiteten Person und dem Ort der erbrachten Dienstleistung. Die Heilerziehungspflege kooperiert mit anderen Fachdiensten und Berufsgruppen.
Die Heilerziehungspflege versteht sich dabei als Menschenrechtsberuf, d. h. im professionellen Tun werden Menschen unterstützt in der Umsetzung menschenrechtlicher Ansprüche, auch und gerade wenn diese Menschen in Gefahr sind gesellschaftlich vorenthalten zu werden.
Die Berufsausbildung zum Heilerziehungspfleger bzw. zur Heilerziehungspflegerin dauert drei bis fünf Jahre und ist in Deutschland landesrechtlich geregelt. Heilerziehungspfleger arbeiten häufig in Einrichtungen und Diensten der Eingliederungshilfe oder in der Sozialpsychiatrie, bei sozialen Diensten, in Vorsorge- und Rehabilitationskliniken oder an Förderschulen, im Bereich der Freizeitbegleitung oder der Erwachsenen- und Weiterbildung. Ein weiteres großes Wirkungsfeld ist die Werkstatt für behinderte Menschen (WfbM).
Der Beruf des Heilerziehungspflegers bzw. der Heilerziehungspflegerin ist im Deutschen Qualifikationsrahmen auf Niveau 6 eingestuft worden.

## Zuordnung des Berufs
Heilerziehungspfleger arbeiten, wie auch Gesundheits- und Krankenpfleger, Kinderkrankenpfleger sowie Altenpfleger, mit Menschen, die einer besonderen Betreuung bedürfen, nämlich mit Menschen mit Behinderung. Dennoch fallen sie dort, wo es eine Pflegekammer gibt (anders als Beschäftigte der genannten Berufsgruppen), nicht in deren Zuständigkeitsbereich. Der Hauptgrund hierfür ist, dass Heilerziehungspfleger zur Gruppe der pädagogischen Berufe gerechnet werden, da ihre Hauptaufgabe darin besteht, die von ihnen betreuten Menschen zu fördern.
Anders als es der Wortbestandteil „Heil-“ suggeriert, ist es nicht die Aufgabe von Heilerziehungspflegern, Menschen mit einer Behinderung im medizinischen Sinne zu „heilen“, zumal es das Wesen einer Behinderung ist, von Dauer zu sein, und eine Heilung nur in Ausnahmefällen gelingt. „Heil-“ verweist vielmehr auf das griechische Wort „holos“ (= „ganz“, „umfassend“). Der Mensch mit Behinderung soll „ganzheitlich“ betreut werden, d. h. nicht auf seine Behinderung reduziert werden.

## Geschichte
Die Heilerziehungspflege ist ein relativ neues Berufsfeld. Sie wurde von dem Pfarrer Ludwig Schlaich (1899–1977) begründet. 1933 etablierte er in der „Heil- und Pflegeanstalt Stetten“ (heute Diakonie Stetten) einen ersten Vorläufer der Heilerziehungspflege. 1958 gründete er die erste Evangelische Schule für Heilerziehungspflege in Stetten, die im Jahr 1961 staatlich anerkannt wurde. Heute gibt es gut 200 Fachschulen für Heilerziehungspflege bundesweit.
Der vielfältige Einsatz von Heilerziehungspflegekräften ist Ausdruck eines veränderten Verhältnisses der Gesellschaft und der Politik zu Menschen mit einer Behinderung. Wurden noch bis in die 1960er Jahre Menschen mit einer kognitiven oder „Ekel erregenden“ Körperbehinderung vor der Außenwelt versteckt oder gar (1933 bis 1945) als „lebensunwertes Leben“ getötet, setzte sich ab ungefähr 1960 die Einsicht durch, dass auch Menschen mit Behinderung ein Recht auf Bildung, Arbeit und Teilhabe am sozialen Leben haben. Zumindest eine Tagesstrukturierung durch Betreuer wird allen Menschen mit Behinderung amtlich zugestanden. Seit etwa 1960 werden Heilerziehungspfleger in Schulen, Werkstätten für behinderte Menschen, Wohnheimen und anderen Einrichtungen großer Zahl eingesetzt. Seit dem Inkrafttreten des Bundesteilhabegesetzes wird von pädagogischen Fachkräften verstärkt an Förderplänen für Menschen mit Behinderung gearbeitet, insbesondere in Wohnheimen, die damit aufhören, vor allem Einrichtungen der Pflege zu sein.

## Ausbildung
Die Ausbildung zum Heilerziehungspfleger findet in der Regel an zwei Lernorten statt, die eng vernetzt sind: Der beruflichen Fachschule oder Berufsakademie und einer geeigneten Praxisstelle in einem sozialpädagogischen oder sozialpflegerischen Arbeitsfeld. Nach der drei- bis fünfjährigen Ausbildung steht der Abschluss als staatlich anerkannte Heilerziehungspflegerin / staatlich anerkannter Heilerziehungspfleger.
Es gibt hauptsächlich zwei Formen der Berufsausbildung:
- die vollzeitschulische Ausbildungsform sowie
- die praxisintegrierte Ausbildungsform.

Bei der vollzeitschulischen Ausbildungsform besuchen im Bundesland Berlin die Schüler nach der alten Schulverordnung zwei Jahre lang die Berufsfachschule und absolvieren anschließend ein Anerkennungsjahr in einem Praxisbereich. In der neuen, seit 2008 bestehenden Schulverordnung, besucht der angehende Heilerziehungspfleger drei Jahre die Berufsfachschule, während der er zwei Praktika von je zehn Wochen und zwei Praktika von zwölf Wochen Dauer zu absolvieren hat. Das Praktikum im Wohnbereich ist verpflichtend, der Zeitpunkt kann jedoch frei gewählt werden.
In Hessen gibt es drei Modelle. Beim ersten Modell, der Schulausbildung in Vollzeit, werden die ersten beiden Jahre in einer Fachschule absolviert. Diese Ausbildung wird ergänzt durch 460 Stunden Praxis, die in Form von Blockpraktika oder kontinuierlichen Praxiseinsätzen erbracht werden. Im dritten Jahr folgt ein Berufspraktikum, in das vier Wochen Schulungen (160 Stunden) integriert sind. Beim zweiten Modell der berufsbegleitenden Ausbildung, beginnt diese mit dem einjährigen Besuch einer Vollzeitschule und einem sechswöchigen Orientierungspraktikum. Daran schließt die zweijährige fachpraktische Ausbildung an, bei welcher der Heilerziehungspfleger zwei Tage in der Woche die Schule besucht und drei Tage im Betrieb verbringt. Die Ausbildung schließt mit einem (auf Antrag) auf ein halbes Jahr verkürzten Berufspraktikum ab. In manchen Schulen wird der Wechsel vom Lernort Schule und Lernort Praxis die kompletten drei Jahre über praktiziert. Die dritte mögliche Organisationsform, die Praxisintegrierte (vergütete) Ausbildung [Pi(v)A] ist der berufsbegleitenden sehr ähnlich, nur ist hier das Berufspraktikum ins zweite und dritte Jahr der Ausbildung integriert.
Bei der praxisintegrierten Ausbildungsform sind die Auszubildenden über die komplette Dauer bei schulischer Begleitung direkt im Arbeitsfeld der Heilerziehungspflege eingesetzt. Variierend nach Bundesland ist fachbezogener Unterricht zu besuchen und parallel dazu in einem Betrieb des heilerziehungspflegerischen Wirkungsgebietes zu arbeiten. In dieser Zeit erhalten die Schüler theoretische Grundlagen vermittelt, welche sie direkt in der Praxis erproben können.
Die Ausbildungsdauer und die Zugangsvoraussetzungen sind in den deutschen Bundesländern nicht einheitlich geregelt. Der Realschulabschluss oder ein gleichwertiger Bildungsabschluss, abgeschlossene Berufsausbildung von mindestens zweijähriger Dauer und praktische Erfahrungen in einschlägigen, sozialpädagogischen oder sozialpflegerischen Arbeitsfeldern werden meist vorausgesetzt.
Bei berufsbegleitenden Ausbildungsgängen handelt es sich um eine Nachqualifizierung von bereits seit mindestens zwei Jahren berufstätigen Arbeitskräften.
Die Heilerziehungspflegehilfe-Ausbildung ist eine der möglichen Zugangsvoraussetzungen für die Ausbildung der staatlich anerkannten Heilerziehungspflege; sie dauert im Allgemeinen zwei Jahre und ermöglicht die Anstellung als heilpflegerische Hilfskraft. Auch hierzu sind spezielle Informationen bei den entsprechenden Stellen zu erfragen.
Die vollzeitschulische Ausbildung wird derzeit (Stand 2020) in der Regel nicht vergütet, man kann jedoch BAföG beantragen. Manche Schulen erheben ein Schulgeld. Werden die Voraussetzungen erfüllt, kann der schulische Teil der Ausbildung von den Agenturen für Arbeit bzw. den Arbeitsgemeinschaften für Grundsicherung an Arbeitsuchenden mit Bildungsgutscheinen in zertifizierten Schulen gefördert werden. Studierende in berufsbegleitenden und praxisintegrierten Ausbildungsformen erhalten für ihre berufliche Tätigkeit in der Regel ein Gehalt. Das Berufspraktikum ist ein vergütungs- und sozialversicherungspflichtiges Arbeitsverhältnis, das sich in tarifgebundenen Einrichtungen an den arbeitsrechtlichen Vorgaben und Vergütungsregelungen der jeweils geltenden Tarifverträge orientiert.

## Spezielle Regelungen
In einigen Bundesländern wie Bayern, Baden-Württemberg, Hessen, Niedersachsen, Nordrhein-Westfalen und Sachsen kann die Ausbildung innerhalb von drei Jahren absolviert werden. Hier wechseln sich praktische Arbeit in einer Praktikumsstelle sowie der Unterricht in einer Berufsfachschule ab. Diese Form der Ausbildung wird je nach Bundesland und Organisation als praxisintegrierter Ausbildungsgang oder Praxisintegrierte (vergütete) Ausbildung (Pi(v)A) bezeichnet. An einigen Schulen im Bundesgebiet gibt es auch die vierjährige Teilzeitausbildung. Dabei wechseln sich wie bei der dreijährigen Ausbildung Theorie und Praktika ab. Vorteil der vierjährigen Ausbildung ist, dass man in vier verschiedenen Bereichen der Heilerziehungspflege arbeiten kann, beispielsweise in Werkstätten für behinderte Menschen (WfbMs), Wohnheimen und in der Schwerstfachpflege.
Der eigentlichen schulischen Ausbildung geht in beiden Fällen ein ein- bis zweijähriges Praktikum voraus. Oft deklarieren sich Heilerziehungspfleger fälschlicherweise als examiniert, die Berufsbezeichnung lautet nach Ende der Ausbildung jedoch „Staatlich anerkannte(r) Heilerziehungspfleger(in)“.
Aufgrund der nicht bundeseinheitlich geregelten Ausbildung der Heilerziehungspfleger kommt es bezüglich der genauen Berufsbezeichnung und der Tätigkeitsfelder im Berufsleben des Öfteren zu Irritationen. Heilerziehungspfleger verfügen über Kenntnisse der Grundpflege, der erweiterten Grundpflege und der Behandlungspflege. In manchen Bundesländern können sie unter bestimmten Voraussetzungen (teilweise mit einer Nachqualifikation) als Pflegefachmänner bzw. Pflegefachfrauen arbeiten, z. B. in ambulanten Pflegeeinrichtungen, die überwiegend Menschen mit Behinderungen versorgen.

## Ausbildungsinhalte

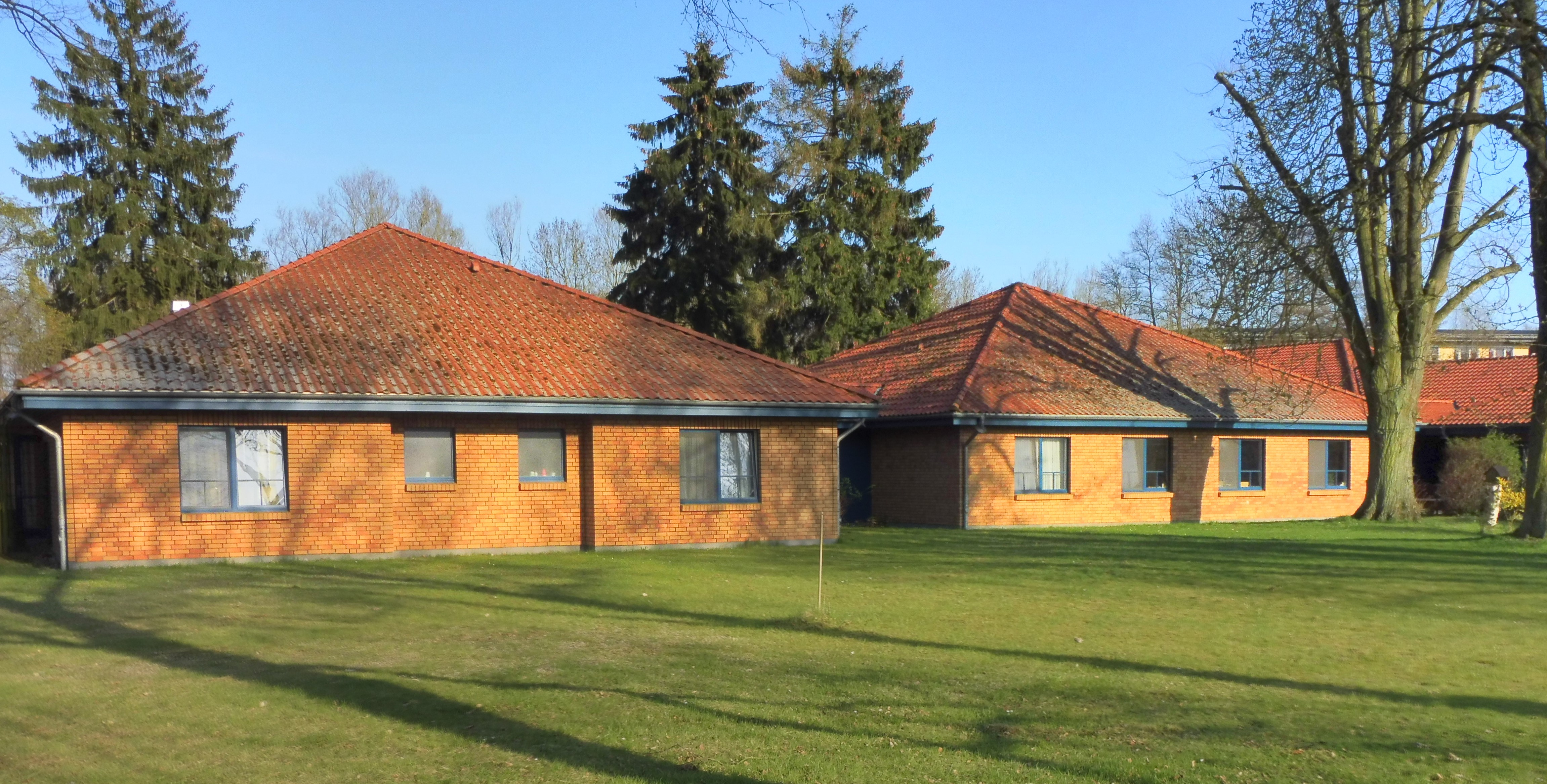
Psychosoziales Wohnheim der Diakonie am Plauer See

Die Ausbildung beschäftigt sich mit Elementen aus folgenden Fächern:
- Deutsch
- Fremdsprachen

- Erziehung
- Psychologie
- Didaktik
- Qualitätsmanagement
- Medien (Kommunikation)/Medienpädagogik
- Pflege (Gesundheits- und Krankenpflege, Altenpflege, Kinderkrankenpflege, ambulante psychiatrische Pflege, häusliche Pflege, häusliche Krankenpflege, Haus- und Familienpflege)

- Medizin
- Pädagogik, z. B. Musikpädagogik und Rhythmik (Rhythmisch-musikalische Erziehung)

- Gesundheitsbildung
- Gestaltung
- Psychomotorik
- Neurologie
- Psychiatrie (vor allem Kinder- und Jugendpsychiatrie und -psychotherapie)
- Funktionelle Bewegungslehre
- Werkunterricht
- Kunst
- Spiel
- Hauswirtschaft
- Berufswissenschaft
- Kinder- und Jugendliteratur
- Kommunikation
- Recht und Verwaltung
- Soziologie/Gemeinschaftskunde

In den letzten Jahren wurde der Lehrplan in einigen Bundesländern analog zur Ausbildung zum/zur Erzieher(in) kompetenz- und handlungsorientiert in Lern- oder Aufgabenfeldern, Bildungsbereich und Querschnittsaufgaben neu strukturiert.
Von besonderer Bedeutung ist die Reflexion des eigenen Handelns. Die Ausbildung ist sehr vielseitig, jedoch nicht therapeutisch. An vielen Schulen kann gleichzeitig die Fachhochschulreife erlangt werden, wenn in den Fächern Englisch, Mathematik und Deutsch (Rechnungswesen und Betriebswirtschaftslehre an einigen Schulen in Baden-Württemberg) eine zusätzliche Prüfung erfolgreich abgelegt wird.

## Einsatzgebiete für Heilerziehungspfleger
- in Wohneinrichtungen für Menschen mit Behinderung
- in offenen und geschlossenen Abteilungen für psychisch und suchtkranke Menschen
- in Werkstätten für behinderte Menschen und Tagesförderstätten
- im Rahmen von persönlicher Assistenz (persönliches Budget)
- im familienunterstützenden Dienst und im familienentlastenden Dienst
- in der Frühförderung
- in der offenen Behindertenarbeit
- in sonder- und heilpädagogischen Tagesstätten, Schulkindergärten, inklusiven und integrativen Kindergärten, Kinderkrippen und Kindertagesstätten und Schulhorten,
- als Schulbegleiter bzw. Schulbegleiterin an Regel- und Förder- bzw. Sonderschulen und Tagesbildungsstätten
- in psychiatrischen Kliniken
- in der Kinder- und Jugendhilfe (z. B. in Kinderheimen)

- in der Hospizbewegung

## Weiterbildungsmöglichkeiten
- verschiedene therapeutische Bereiche
- Motopädie
- Sprecherziehung (Logopädie)
- Soziale Arbeit
- Sozialpädagogik
- Fachwirt für das Erziehungswesen
- Pflegemanagement
- Heil-, Sonder-, inklusive oder integrative Pädagogik (Förderlehrer, Sonderschullehrer, Heilpädagogischer Förderlehrer)
- Unternehmensführung

## Sonstiges
Wie schon erwähnt, ist die Selbstreflexion eines der zentralen Themen der Heilerziehungspflege. Daneben müssen sich Heilerziehungspfleger auch mit den Kunden und Kollegen austauschen sowie laufend weiterbilden. Es gibt verschiedene Möglichkeiten, sich auszutauschen: neben dem persönlichen Gespräch auch Webseiten rund um das Thema „Heilerziehungspflege“.